# Sankt-Stephans-Saal

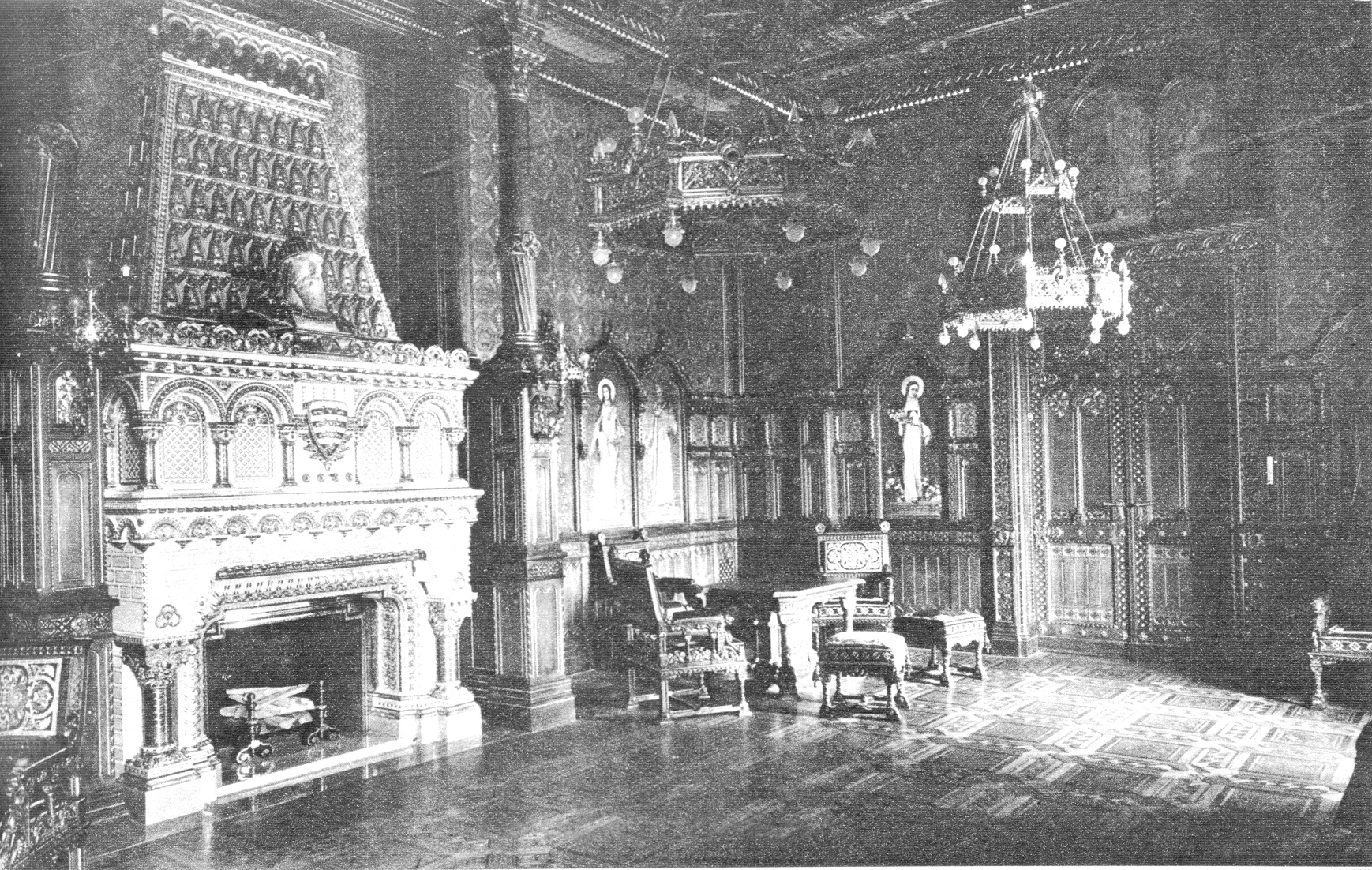
Blick nach Norden (um 1900)

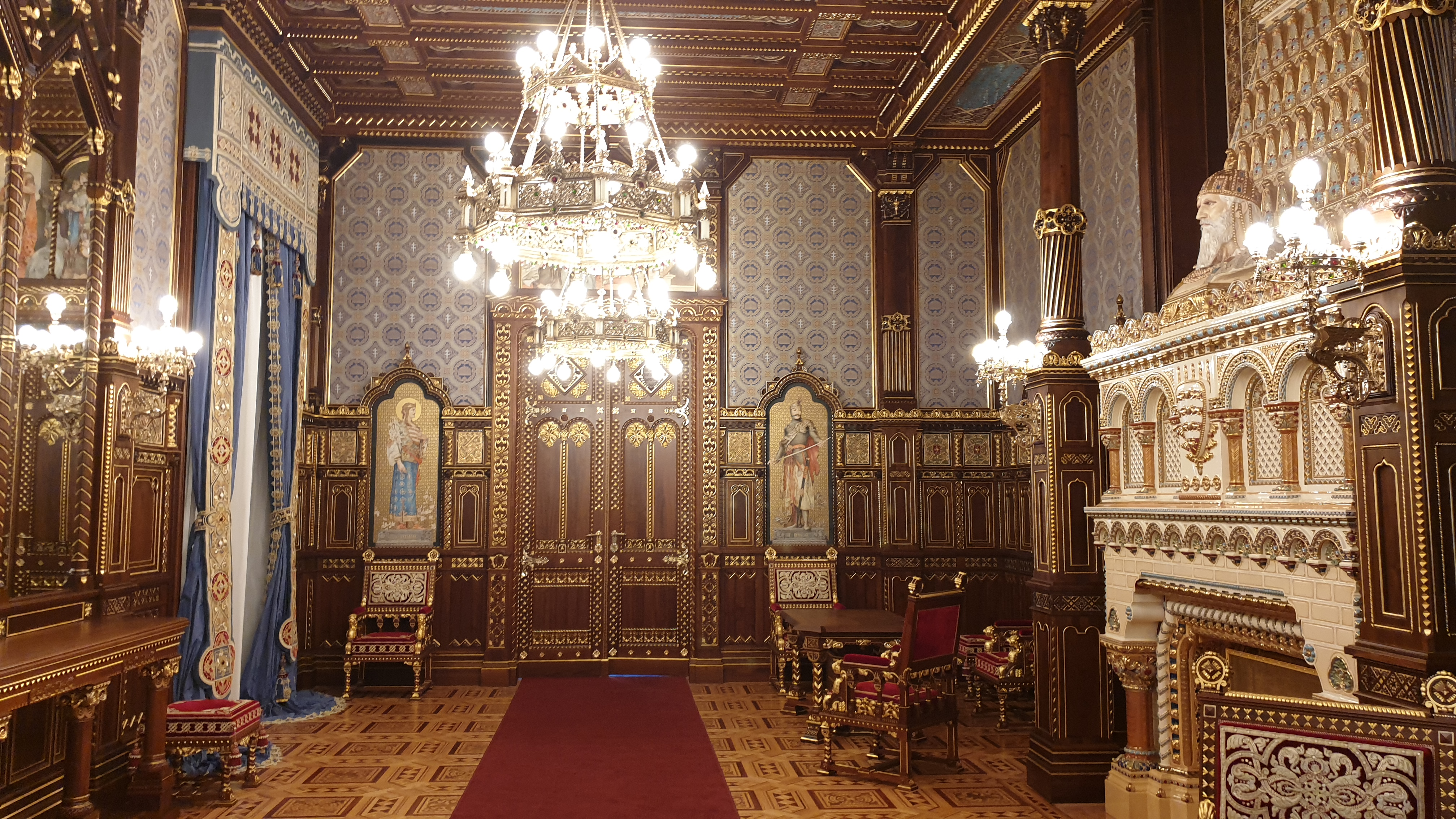
Rekonstruktion, Blick nach Süden (2021)

Der Sankt-Stephans-Saal (ungarisch Szent István-terem) war ein 1902 fertiggestellter, im neoromanischen Stil erbauter Prunksaal im Burgpalast von Budapest. Der im Zweiten Weltkrieg zerstörte Saal wurde im Rahmen des Nationalen Hauszmann-Programms aufwendig rekonstruiert und 2021 wiedereröffnet.
Namensgeber ist Stephan I., der Nationalheilige und erste König Ungarns. 

Blick nach Süden (vor 1903)

## Geschichte

### Entstehung
Nachdem Buda 1867 zur zweiten Hauptstadt Österreich-Ungarns wurde, ließ Franz Joseph I. die königliche Burg ab 1890 unter der Leitung von Miklós Ybl, und ab 1891 Alajos Hauszmann, großzügig zu einer angemessenen Residenz ausbauen. Im Oktober 1898 erhielt Hauszmann vom König den Auftrag drei historisierende Prunksäle, den Habsburg-, den Hunyadi- und den Sankt-Stephans-Saal in dem neu erbauten südlichen Palastflügel zu errichten. An der Gestaltung des Raumes nahmen einige der renommiertesten Künstler und Handwerker Ungarns, wie Endre Thék, Rudolf Kissling, Gyula Jungfer, sowie Alajos Strobl teil. Das wohl prunkvollste Stück des Saales, der über 1,5 Tonnen schwere und aus 611 Teilen bestehende Kamin, wurde von der Zsolnay Porzellanmanufaktur in Pécs hergestellt. Auf ihm steht eine von Alajos Strobl gefertigte Büste von Sankt Stephan.

### Zerstörung
Im Zweiten Weltkrieg wurde der Burgpalast und der sich darin befindende Sankt-Stephans-Saal in der Schlacht um Budapest schwer getroffen und brannte komplett nieder. Der Saal wurde in der Zeit der Volksrepublik nicht wiederaufgebaut, sondern als Lagerraum genutzt.

### Wiederaufbau
Der Wiederaufbau erfolgte ab 2019 nach Originalbauplänen von Alajos Hauszmann.
Der Saal wurde am 20. August 2021, dem Nationalfeiertag Ungarns (Sankt-Stephans-Tag), eröffnet und kann im Rahmen einer Führung besichtigt werden.

## Auszeichnungen
Das Inventar des Sankt-Stephans-Saal wurde auf der Pariser Weltausstellung 1900 ausgestellt und erlangte zahlreiche Preise, darunter den Grand Prix.